# Курпени (Алба)
Курпени (рум. Curpeni) насеље је у Румунији у округу Алба у општини Черу-Бакаинци. Општина се налази на надморској висини од 359 m.

## Становништво
Према подацима из 2002. године у насељу је живело 47 становника, од којих су сви румунске националности.